# 인터숍

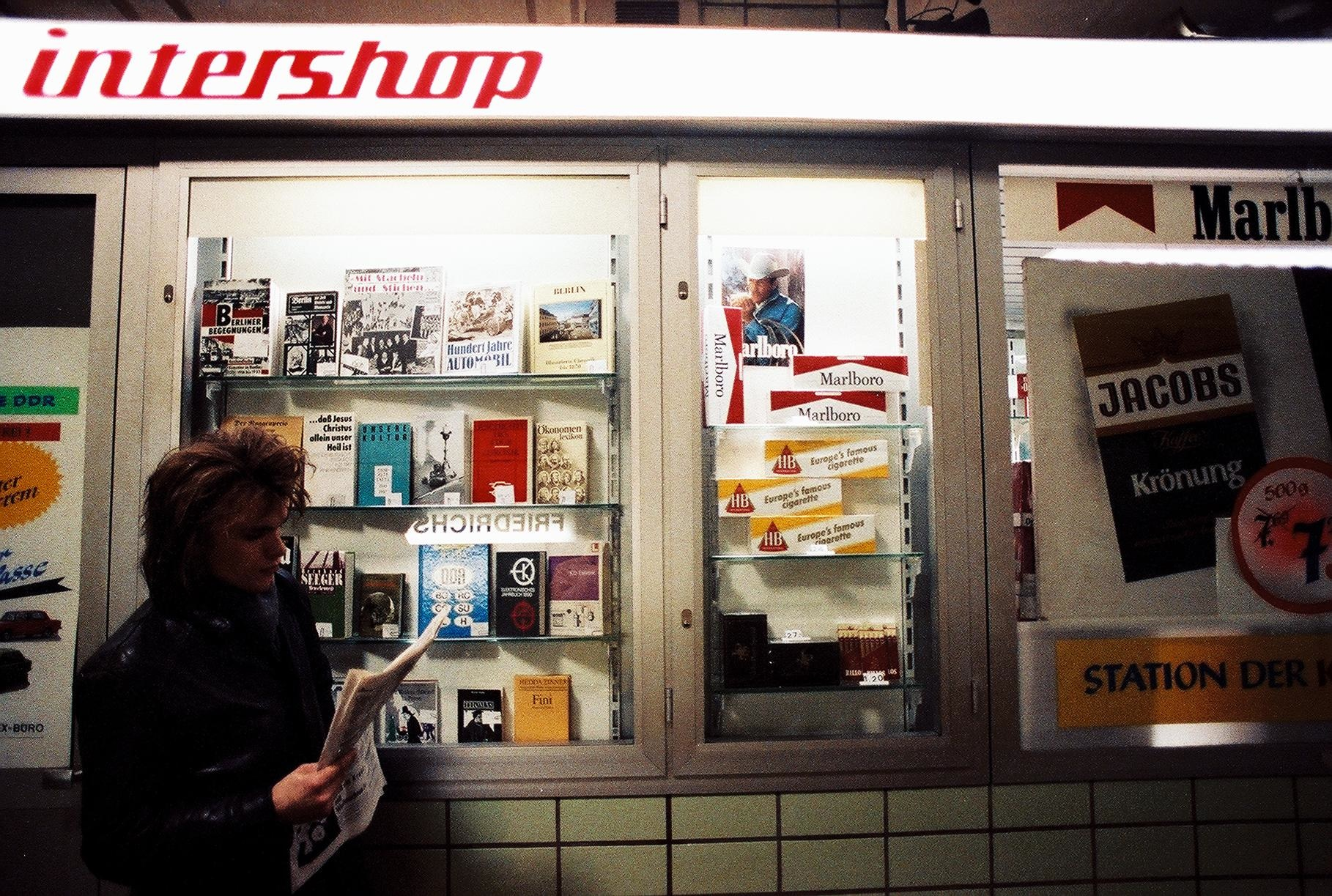
베를린 프리드리히슈트라세역에 설치된 인터숍

인터숍(독일어: Intershop)은 동독 정부에서 운영했던 태환 가능한 화폐만으로 결제할 수 있는 상점이었다. 동독 마르크는 사용할 수 없었으며, 후반부에는 조선민주주의인민공화국의 외화와바꾼돈표와 유사한 포룸 수표(Forumscheck)도 사용할 수 있었다. 동독 국민들이 상점에 진열된 상품을 통해서 서방 세계를 엿볼 수 있었다는 부작용이 있었다. 계획되었던 이름은 트란지트라거(Transitlager)와 인터나치오날러 바자르(Internationaler Basar)도 있었다.

## 역사
1962년 12월 14일 동독 미트로파와 도이첸 게누스미텔(Deutschen Genußmittel GmbH)의 합작으로 무역회사인 인터숍 GmbH(Intershop GmbH)를 설립했다. 설립 목적은 동독에 유통되고 있었던 태환권 및 외국환을 흡수하기 위한 것이었다. 주 고객으로는 동독 경유 여행객과 서방 세계 방문객을 계획하였다. 동베를린에 설치된 최초의 이동형 판매대는 베를린 프리드리히슈트라세역에 있었다. 서베를린에서 판매되었던 가격보다 저렴하게 담배 등을 판매했고 차후에 주류와 다른 상품이 추가되었다. 1962년 한 해 수입은 약 100만 DM이었다.

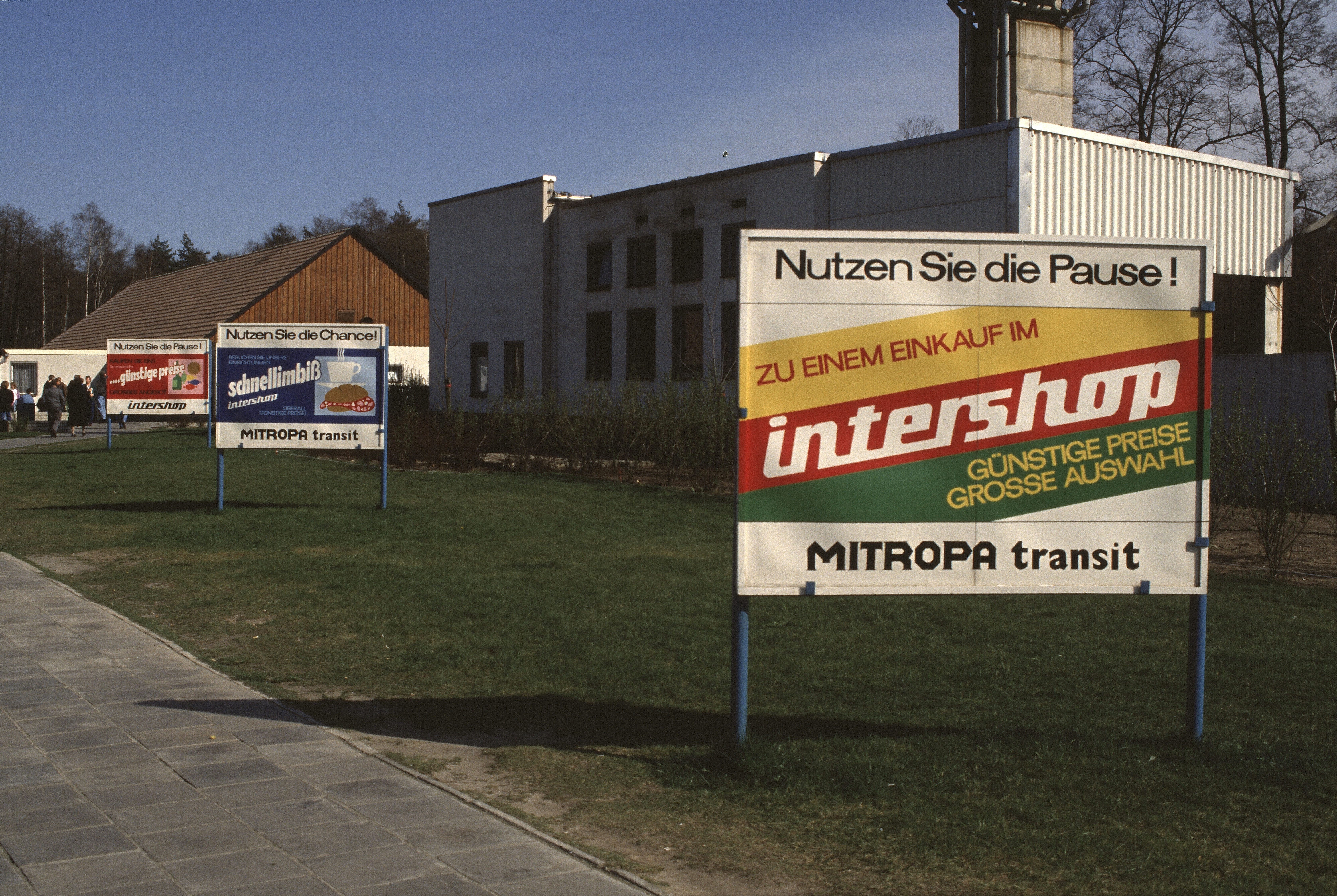
아우토반 휴게소에 설치된 인터숍 광고

초기에는 미트로파에서 인터숍을 관리했다. 인터호텔 호텔 체인이 설립된 후에는 호텔 객실로 상품을 배달해 주는 룸 서비스로도 확장했다. 국경검문소, 서독과 서베를린간 경유 고속도로의 휴게소(인터탕크 주유소 포함), 철도역, 공항, 여객선 터미널에도 설치되었다. 취급했던 상품에는 식료품, 주류, 담배, 의류, 유희 상품, 보석, 화장품, 전자 제품, 녹음기 등이 있었다. 대부분 상품은 동독에서 서방 세계 기업의 위탁생산(Gestattungsproduktion)으로 제조되었으나, 해당 상품은 동독에서는 동독 마르크로는 구매할 수 없었거나 구매 제한이 설정되어 있었다. 인터숍 상품의 유통 과정에는 포룸 아우센한델스게젤샤프트 mbH(forum Außenhandelsgesellschaft mbH)라는 슈타지와 연계된 기업이 개입했고, 직원은 약 900명 규모였다.
1974년까지는 동독 국민들은 공식적으로 서방 국가의 외화를 소유할 수 없었다. 그 해 독일 국가평의회의 결정으로 외화 소유 제한이 해제되었고 인터숍을 이용할 수 있게 되었다. 고속도로 휴게소에 설치된 트란지트숍(Transitshop)은 서방 세계에서의 여행객만 이용할 수 있었으며, 상점 출입 시에 여행 관련 증명서를 제출해야 했다. 해당 상점에서는 면세품(담배, 주류, 커피, 향수), 의류, 시계, 보석류를 판매했다. 같은 상품은 서독과 서베를린에서의 판매 가격보다 낮은 가격에 판매되었으며, 동독 국민 입장에서는 상대적으로 고가였다. 동독 국민들은 동독 마르크를 법적으로 서방 외화와 환전할 수 없었기 때문에 서방 국가에 살고 있는 친척이나 서방 국가에서의 노동 소득을 통해서만 법적으로 외화를 취득할 수 있었다. 1974년 당시에는 271개 매장이 있었다.
1977년 에리히 호네커는 인터숍이 가져오는 사상적 문제에 관해서 다음과 같이 발언했다.
 Diese Läden sind selbstverständlich kein ständiger Begleiter des Sozialismus. Wir können aber nicht an der Tatsache vorbeigehen, daß besonders der große Besucherstrom viel mehr Devisen unter die Leute bringt, als das früher der Fall war. Bekanntlich kommen zu uns im Jahr etwa 9,5 Millionen Gäste aus kapitalistischen Ländern, die bei uns essen, zum großen Teil übernachten und selbstverständlich auch Geld in den Taschen haben. Durch die Intershop-Läden haben wir die Möglichkeit geschaffen, daß diese Devisen bei uns im Lande bleiben.

 — 에리히 호네커

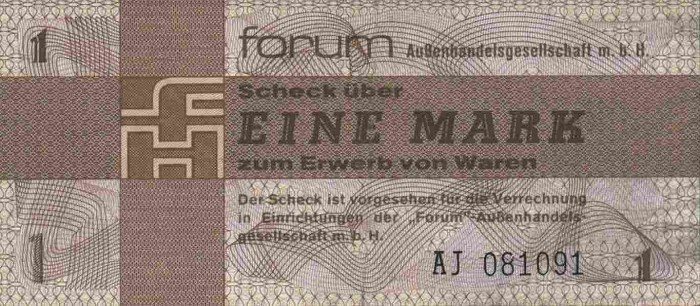
1마르크 포룸 수표

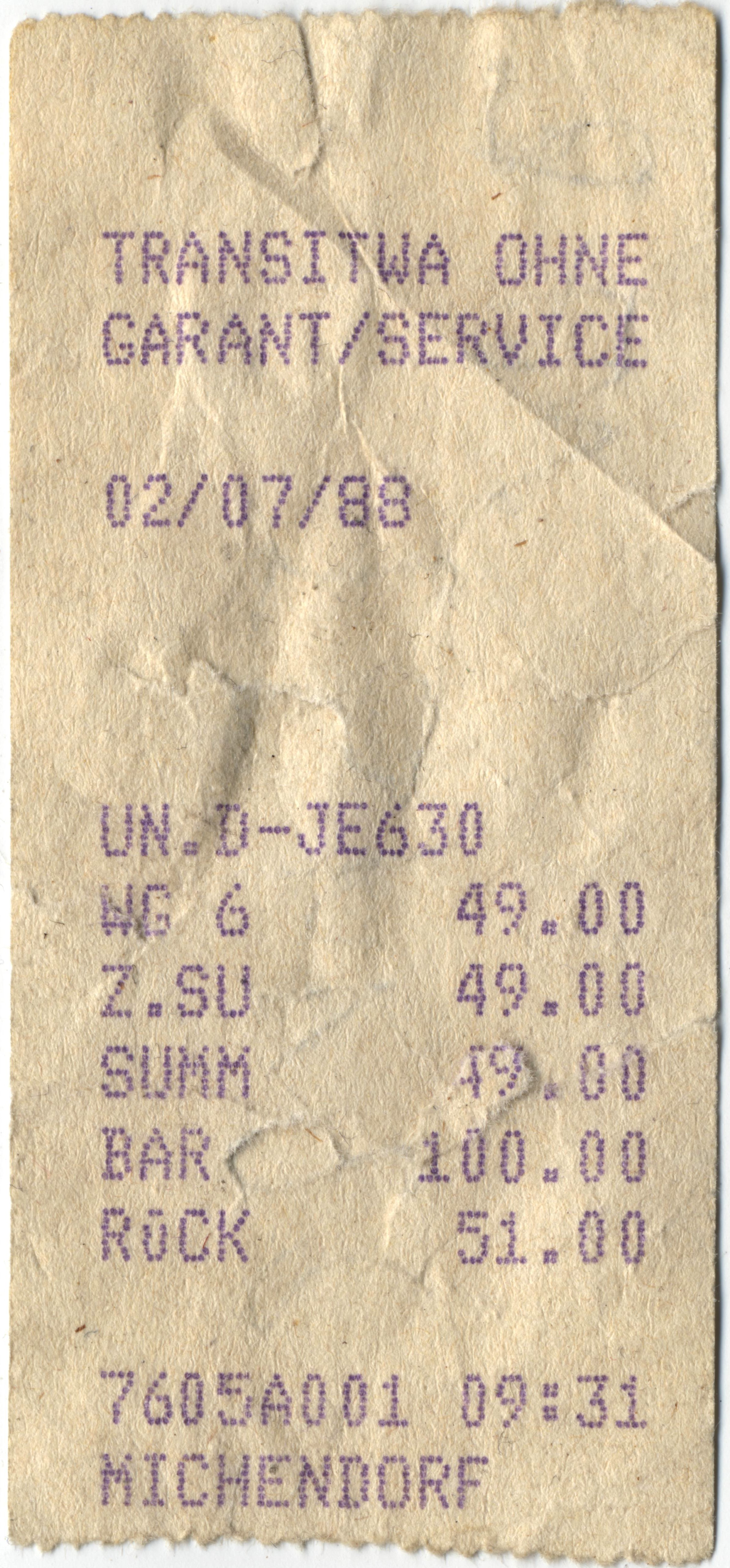
미헨도르프 휴게소 인터숍 영수증

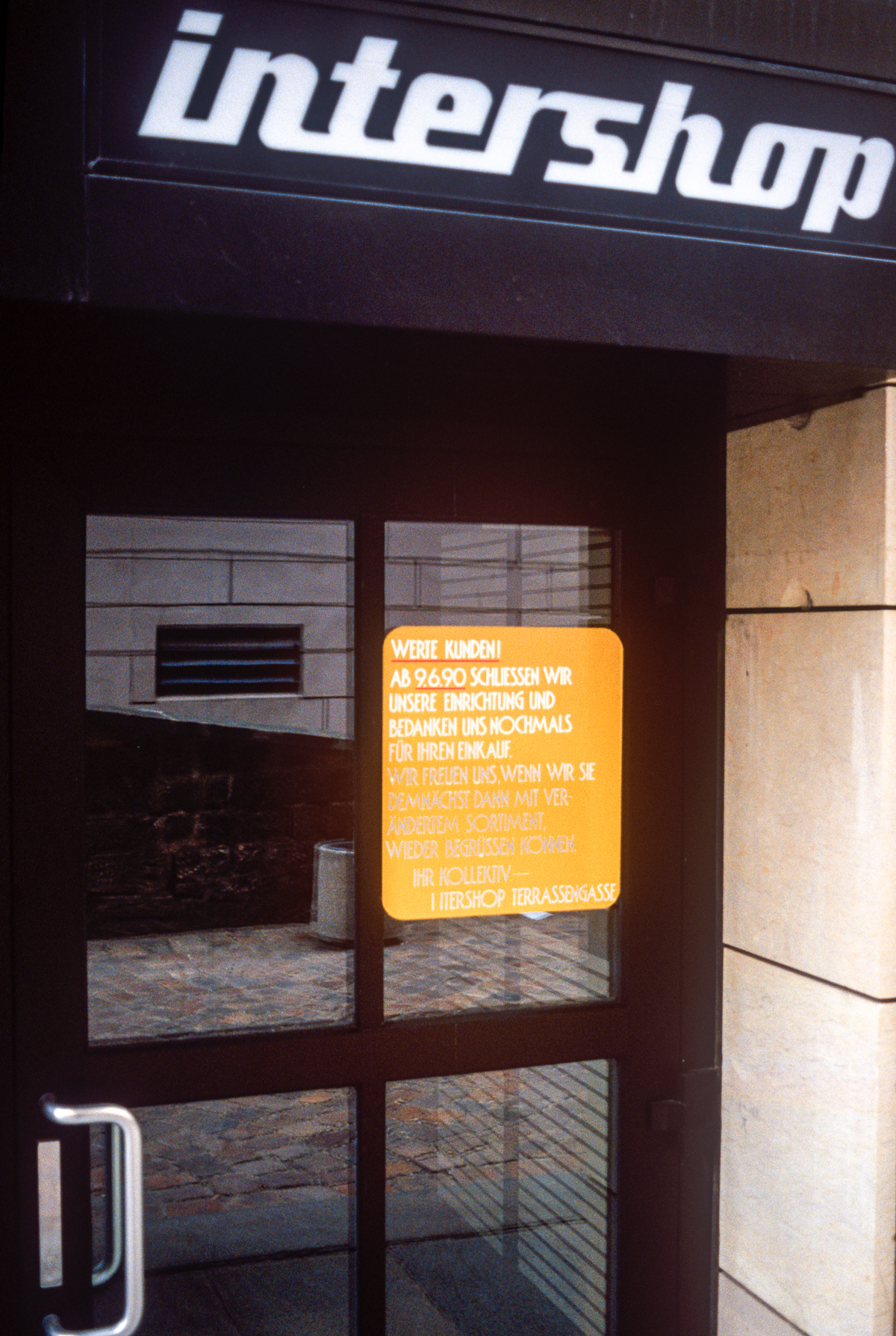
1990년 폐점한 드레스덴 인터숍에서 향후 재개점 계획을 언급했다

1977년 1월 1일 동독의 외화 무역을 담당하는 중앙에서 통제되는 회사인 포룸 HG(forum HG)가 설립되었다. 동독 대외무역부에서 유통을 담당했던 알렉산더 샬크골로드코프스키(Alexander Schalck-Golodkowski)가 포룸 HG 하에 속한 인터숍 체인 관리를 담당하게 되었다. 1979년 4월 16일에는 포룸 HG에서 조선민주주의인민공화국 무역은행에서 발행했던 외화와바꾼돈표와 유사한 서독 마르크에 페그된 수표를 발행했다. 또한 동독 국민들이 인터숍에서 상품을 구매하려면 이 날부터는 가지고 있던 외화를 동독 국가은행(Staatsbank der DDR)에서 포룸 수표로 환전해야 했다. 기타 국가 국민에게는 해당 조치가 적용되지 않아서 외화로 직접 결제할 수 있었다. 포룸 수표 1 마르크는 1 서독 마르크와 같은 가치를 가지고 있었으며, 최소 통용 금액은 50 페니히였다. 이 이하 금액을 거슬러 줘야 할 때에는 10 페니히에 판매되었던 초콜릿이나 사탕 등으로 지급되었다. 포룸 수표는 환전한 당일에 곧바로 사용되는 일이 적었고 최소한 수 주나 수 개월 후에 인터숍에서 사용되었기 때문에 국가 입장에서는 그 기간 동안에 임시로 외화 보유고를 증가시킬 수 있었다.
1980년대에는 매장 수가 380개로 확대되었고, 매출액도 수십억 마르크로 증가했다. 1988년에는 매장 수가 416개였다. 서방 외화를 획득할 수 없었던 동독 국민의 구매력을 흡수하기 위하여 1962년부터는 고가의 의류, 신발, 화장품을 판매하는 엑스크비지트(Exquisit) 상점이 설립되었고, 1976년부터는 식재료, 식료품을 판매하는 델리카트(Delikat) 상점이 설립되었다. 각각 최전성기에는 동독 내에 300여개, 550여개의 지점이 있었다.
슈타지에서는 인터숍을 항상 예의주시하고 있었다. 슈타지 직원이나 고위 간부의 지인이 판매원으로 일하기도 했다. 초기에는 직원의 신분증도 검사되었으며, 향후 일부 상점에서는 비디오 카메라로 대체되었다. 물류 배송 과정도 보안이 유지되었다. 이러한 조치에도 불구하고 인터숍 매장에는 도둑이 종종 들었으며 무장 강도 사건도 있었다. 수사 과정에는 인민경찰 외에도 슈타지가 직접 개입했다. 종종 지점장과 직원도 도둑질에 동참하기도 했다. 내부로부터의 피해를 방지하기 위해서 1980년대에는 직원 임금의 일부를 서방 외화로 지급했다. 팁은 정해진 규칙에 따라서 분배되었다.
인터숍에서는 공식적으로 사진 촬영이 금지되었기 때문에 현재 남아 있는 매장 내부의 사진 자료는 매우 드물고, 대부분은 슈타지에서 촬영한 것이다. 서독 사진 작가 귄터 슈나이더(Günter Schneider)가 촬영한 고속도로 휴게소 상의 인터숍 자료가 남아 있다.
서독 세법에서는 서독 국민과 서베를린 시민이 동독으로 입국하는 경우에만 면세 한도를 적용했다. 프리드리히슈트라세역에 설치된 인터숍은 서베를린 U반 노선상에 있었고 동독으로 입국하지 않고도 이용할 수 있었기 때문에, 서베를린으로 돌아올 때에는 서독 세관원이 자주 탑승하여 부가세를 징수했다.

## 매출
1979년에 포룸 수표가 도입되면서 직전해의 8억 9600만 서독 마르크였던 매출액이 7억 7400만 마르크로 감소했다. 1985년 이후에는 매년 10억 서독 마르크 이상의 매출을 거뒀다. 1980년대 말 동독의 외채는 265억 달러였으며, 외환 보유고와 자체 자금으로 157억 달러를 충당할 수 있었다. 이 중 대부분은 알렉산더 샬크골로드코프스키의 조직에서 발생했다.

## 매장 개수
- 1977년: 271개[2]
- 1988년: 416개
- 1989년: 470개[8]

## 비슷한 상점
- 동독: 제넥스(Genex, 우편 주문)
- 폴란드 인민 공화국: 발토나(Baltona), 페벡스(Pewex)
- 체코슬로바키아 사회주의 공화국: 투젝스(Tuzex)
- 불가리아 인민 공화국: 코레콤(Corecom, Кореком)
- 소련: 베료스카(Берёзка)
- 중화인민공화국: 우의상점(友谊商店)

## 같이 보기
- 동구권 경제

## 참고 문헌
- Andreas Dunte: Einkaufen wie im Westen. S. 3 in der Leipziger Volkszeitung vom 1. März 2014 (PDF; 78,7 kB)
- Matthias Judt im Interview: „Ökonomie siegt über Prinzipien“. S. 3 in der Leipziger Volkszeitung vom 1. März 2014